# Fútbol en Moldavia

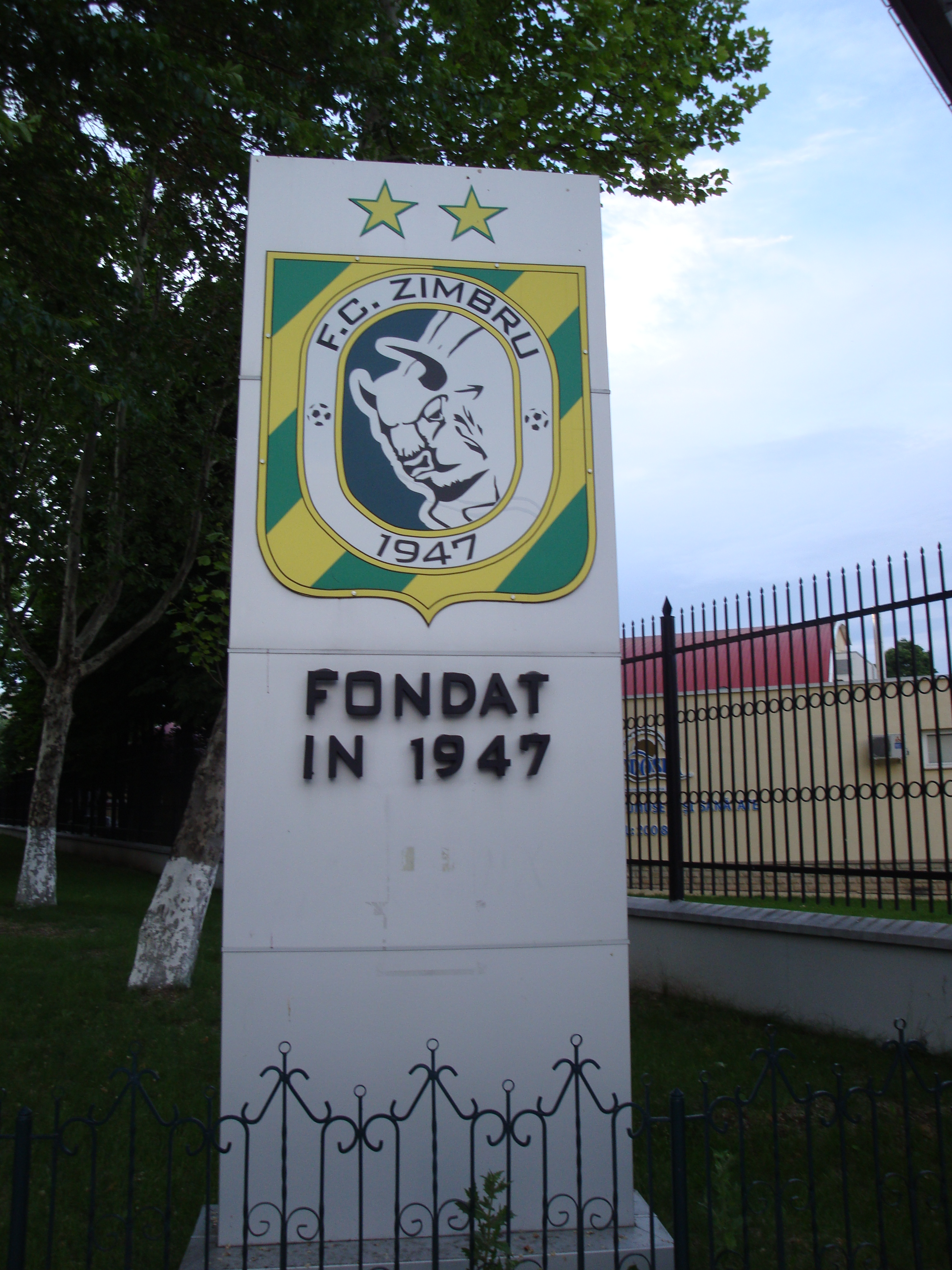
Entrada al estadio del Zimbru Chișinău, uno de los equipos más laureados del fútbol moldavo.

El fútbol o balompié es el deporte más popular en Moldavia, especialmente tras el colapso de la Unión Soviética en 1991 y la creación de la liga nacional de fútbol moldava un año más tarde. La Federación Moldava de Fútbol es el máximo organismo del balompié profesional en Moldavia y fue fundada en 1990.

## Competiciones oficiales entre clubes
- Superliga de Moldavia: es la primera división del balompié moldavo. Fue fundada en 1992 después de la desintegración de la Unión Soviética —y su correspondiente liga, la Primera Liga Soviética— y está compuesta por 8 clubes.
- Liga 1: es la segunda división en el sistema de ligas moldavo. Está compuesta por 12 clubes, de los cuales un equipo asciende a la Divizia Națională.
- Liga 2: es la tercera división en el sistema de ligas de Moldavia. Está compuesta por 24 clubes repartidos en dos grupos.
- Copa de Moldavia: es la copa nacional del balompié moldavo, organizada por la Federación Moldava de Fútbol y cuyo campeón tiene acceso a disputar la Liga Europa Conferencia de la UEFA.
- Cupa Federației: es una copa en que participan solamente los equipos de la Divizia Națională.
- Supercopa de Moldavia: competición que enfrenta al campeón de la Divizia Națională y al campeón de Copa.

### Estructura
| Level | Liga(s)/División(es)           | Liga(s)/División(es)           | Liga(s)/División(es)           | Liga(s)/División(es)           | Liga(s)/División(es)           | Liga(s)/División(es)           | Liga(s)/División(es)           | Liga(s)/División(es)           | Liga(s)/División(es)           | Liga(s)/División(es)           | Liga(s)/División(es)           | Liga(s)/División(es)           |
| 1     | Superliga de Moldavia 8 clubes | Superliga de Moldavia 8 clubes | Superliga de Moldavia 8 clubes | Superliga de Moldavia 8 clubes | Superliga de Moldavia 8 clubes | Superliga de Moldavia 8 clubes | Superliga de Moldavia 8 clubes | Superliga de Moldavia 8 clubes | Superliga de Moldavia 8 clubes | Superliga de Moldavia 8 clubes | Superliga de Moldavia 8 clubes | Superliga de Moldavia 8 clubes |
| 2     | Liga 1 12 clubes               | Liga 1 12 clubes               | Liga 1 12 clubes               | Liga 1 12 clubes               | Liga 1 12 clubes               | Liga 1 12 clubes               | Liga 1 12 clubes               | Liga 1 12 clubes               | Liga 1 12 clubes               | Liga 1 12 clubes               | Liga 1 12 clubes               | Liga 1 12 clubes               |
| 3     | Liga 2 Nord 13 clubes          | Liga 2 Nord 13 clubes          | Liga 2 Sud 12 clubes           | Liga 2 Sud 12 clubes           |                                |                                |                                |                                |                                |                                |                                |                                |

## Selecciones

### Selección absoluta
La selección de Moldavia, en sus distintas categorías está controlada por la Federación Moldava de Fútbol.
El equipo moldavo disputó su primer partido oficial el 2 de julio de 1991 en Chişinău y se enfrentó a Georgia, partido que se resolvió con 2-4 para los georgianos. La selección moldava aún no ha disputado una fase final de la Copa del Mundo o de una Eurocopa. 

### Selección femenina
La selección femenina de Moldavia aún no ha participado en una fase final de la Copa del Mundo.